# Portbail
Portbail település Franciaországban, Manche megyében. Lakosainak száma 1501 fő (2018. január 1.). Portbail Le Mesnil, Besneville, Canville-la-Rocque, Fierville-les-Mines, Saint-Georges-de-la-Rivière és Saint-Lô-d’Ourville községekkel határos.

## Népesség
A település népességének változása:
| Lakosok száma | 1629 | 1586 | 1603 | 1516 | 1501 |
|               | 2013 | 2015 | 2016 | 2017 | 2018 |